# Park Ji-yeon
Park Ji-yeon (Seül, 7 de juny de 1993), més conegut simplement com a Jiyeon, és una cantant, actriu i model sud-coreana. És coneguda per ser la ballarina visual principal i el membre més jove del grup femení de K-pop T-ara.